# Corythoichthys insularis
Corythoichthys insularis är en fiskart som beskrevs av Dawson 1977. Corythoichthys insularis ingår i släktet Corythoichthys och familjen kantnålsfiskar. Inga underarter finns listade i Catalogue of Life.